# Jevgen Buslovyč
Jevgen Leonidovyč Buslovyč (Євген Леонідович Буслович; * 26. ledna 1972 Kyjev, Sovětský svaz - 15. října 2007) byl ukrajinský zápasník, volnostylař. V roce 2000 na olympijských hrách v Sydney vybojoval v kategorii do 58 kg stříbrnou medaili. V roce 1998 vybojoval bronz na mistrovství Evropy.